# 모범택시
모범택시는 개인택시나 법인택시보다 더 고급 서비스를 제공하는 택시를 가리키는 단어이다.

## 설명
모범택시는 개인택시나 법인택시보다 더욱 안락한 고급 서비스와 승차감을 제공하는 대신 개인택시나 법인택시보다 요금이 더 비싸다. 또한 일반적인 개인택시나 법인택시와 달리 차량도 현대 에쿠스, 쌍용 체어맨, 현대 그랜저, 제네시스 등과 같은 고급 세단들을 주로 사용한다. 모범택시를 운전하기 위해선 일단 개인택시를 5년 이상 무사고로 운전해야 하며 2종 보통면허 이상의 운전면허증과 택시운전자격증을 소지하고 영업용 차량 번호판을 택시에 의무적으로 장착해야 한다. 모범택시는 개인택시나 법인택시와 달리 정해진 사업구역이 없이 승객을 태우는 것이 가능하며 일부는 예약제로 운영되기도 한다. 또한 모범택시에 다른 형태인 고급택시나 대형택시도 대한민국에 운행되고 있다.

## 같이 보기
- 택시
- 영업용
- 자동차